# Дауди, Ильяс Дильшатович
Ильяс Дильша́тович Дауди́ (тат. Ильяс Дилшат улы Дауди, до 2002 года — Са́фин; род. 29 января 1967, Азнакаево, Азнакаевский район, Татарская АССР, РСФСР, СССР) — российский общественный деятель, публицист, участник Афганской войны, Герой Российской Федерации.

## Биография
Дауди Ильяс Дильшатович родился 29 января 1967 года в городе Азнакаево Татарской АССР. В юности занимался боксом, достиг разряда «Кандидат в мастера спорта СССР».
В 1984 году поступил в Российский государственный университет нефти и газа имени И. М. Губкина.

## Служба в Афганистане
1 апреля 1985 года по личному письменному обращению на имя военного комиссара был досрочно призван на срочную службу и направлен служить в Демократическую Республику Афганистан. Прошёл подготовку в учебной воинской части ТуркВО в городе Шерабад с получением военно-учётной специальности «разведчик войсковой разведки». С 1 августа того же года продолжил службу в разведывательной роте 149-го гвардейского мотострелкового полка Ограниченного контингента Советских войск в республике Афганистан
Службу в Афганистане начал в должности старшего разведчика, далее командира отделения наблюдения разведывательной роты. Участник общевойсковых операций, разведывательно-поисковых и засадных действий. Вступил в члены КПСС, гвардии старший сержант — заместитель командира взвода.
В ходе общевойсковой операции «Западня», овладении укрепрайоном «Кокари-Шаршари» 23.08.1986 в зоне афгано-иранской границы провинция Герат участвовал в ликвидации формирования полевого командира Исмаил-хана. Под огнём противника, лично вынес с заминированного участка троих тяжело раненных солдат своей роты. Следуя первым в группе доставки боеприпасов к передовым позициям войск был тяжело ранен. 

…Действия гв. ст.с-нта И.Дауди были направлены на сохранение жизни однополчан и обусловливались его ответственностью как младшего командира за своих подчиненных…— командир 149-го гвардейского мотострелкового полка Скородумов А. И.
За мужество и героизм, проявленные при исполнении воинского долга в Республике Афганистан, Дауди Ильяс Дильшатович 27 декабря 2009 года был удостоен звания Герой Российской Федерации.
В одном из боёв в августе 1986 года был тяжело ранен. Проходил лечение в госпиталях 40-й Армии — в Шинданде, Кабуле и в Ташкенте (ТуркВО). В ноябре того же года был комиссован из рядов ВС СССР.

## После демобилизации
В 1987 году продолжил обучение в ВУЗе. В 1991 году окончил РГУНГ им. И. М. Губкина.
В 1991 году стал заместителем председателя только что образованного Российского фонда инвалидов войны в Афганистане (РФИВА), основателем которого стал ветераны Афганской войны Валерий Радчиков. В 1993 году в фонде произошел раскол (заместитель Радчикова Михаил Лиходей обвинил Радчикова в хищениях и растратах на десятки миллионов долларов), в результате чего образовались две одноимённые организации, которые начали судиться. Когда в 1994 году Михаил Лиходей был убит, то Илья Сафин стал первым подозреваемым. Он был арестован, но через месяц — отпущен в связи с отсутствием улик. Эта история получила продолжение в 1995 году, когда Сафина задержали на 3 суток в связи с обвинением в вымогательстве (представители РФИВА напрямую связывали это с конфликтом между двумя одноименными фондами).
В 2012 году окончил факультет Национальной безопасности РАНХиГС при Президенте Российской Федерации, защитив диплом по теме: «Национальные интересы Российской Федерации в „ЦАР“ в контексте военно-политической обстановки в Афганистане и вокруг него».
Член Общественного совета [уточнить] при Полномочном представительстве Республики Татарстан в Российской Федерации.

## Семья
В одном браке воспитывает шестерых детей — сына и пять дочерей. Сын Дауддин в 2017—2018 годах в должности разведчика-снайпера проходил срочную службу в 45-й отдельной гвардейской бригаде специального назначения ВДВ.

## Публикации
Автор рассказов и эссе о событиях Афганской войны (1979—1989) опубликованных в журнале «Армейский сборник» Минобороны РФ:
- «Кабульский госпиталь»[27],
- «Плов для Шераги»[28],
- «Он построил мост через Эльбу»[29],
- «Иначе было нельзя»[30],
- «Мела свинцовая метель»[31]
- и другие;

в газете «Красная Звезда»; в газете «Казанский репортёр»: «Шагнувшие в бессмертие», «Дважды прошедшие», «Крепче стали», «Афганистан — взгляд в прошлое» трилогия, «За того парня» — газета «Казанский репортёр»; в ряде других изданий. На 11-м Всероссийском литературном конкурсе Центрального Дома Российской Армии Минобороны РФ в 2017 году в номинации «Проза и Драматургия» — «Эссе раненного солдата» из сборника «Записки войскового разведчика» стало победителем.

## Награды и поощрения
- Герой Российской Федерации — медаль «Золотая Звезда» № 957
- Два «ордена Красной Звезды» 1986, 1987 г.г.
- Медаль ордена «Родительская слава» Указ Президента РФ № 288 от 27.06.2017
- Юбилейная медаль «70 лет Вооружённых Сил СССР» 1987 г.
- Медаль «От благодарного афганского народа» (Афганистан) 1987 г.
- Медаль «200 лет Министерству обороны» 2002 г.
- Медаль «В память 25-летия окончания боевых действий в Афганистане» 2014 г.
- Знак «Воину-интернационалисту» 1987 г.
- «Почётный знак МЧС России» № 67-К от 29.01.2003 г.
- «Орден святого благоверного князя Даниила Московского II степени» (РПЦ) от 27.10.2008 г.
- «Благодарность Министра обороны Российской Федерации» Маршала Российской Федерации Сергеева И. Д. — «За проявленное мужество и героизм при оказании интернациональной помощи Республике Афганистан и большую работу по патриотическому воспитанию молодежи» 16.08.1999 г.
- «Благодарность Президента Республики Татарстан» Минниханова Р. Н. — «За большой личный вклад в обеспечение защиты интересов Отечества, укрепление и сохранение лучших воинских традиций» 14.02.2013 г.
- «Благодарственное письмо Мэра Москвы» С. С. Собянина — «За активное участие в общественной жизни столицы и большой личный вклад в развитие гуманитарных связей между Москвой и республикой Татарстан» 26.05.2015[42][43]
- Бюст на «Аллее Героев» города Азнакаево республики Татарстан, установлен 11 ноября 2011 г.[44]